# Yoshu Fukushu
Yoshu Fukushu (яп. 予襲復讐) — шестой студийный альбом японской метал группы Maximum the Hormone, вышедший 31 июля 2013 года. Этот альбом является первым после шестилетнего перерыва, и в него вошли 2 песни, вышедшие ранее в 2008 и 2011 годах на синглах «Tsume Tsume Tsume/F» и Greatest The Hits 2011—2011.
Информация о выходе нового альбома, появилась на сайте группы 6 июня, а уже 26 июля, за 5 дней до его выхода был доступен клип на песню «Yoshu Fukushu».
Альбом занял #3 позицию в номинации 10-ти лучших альбомов в чарте Oricon.

## Список композиций
Слова и музыка всех песен — Maximum the Ryo.
| №                   | Название                                        | Длительность |
| ------------------- | ----------------------------------------------- | ------------ |
| 1.                  | «Yoshu Fukushu »                                | 5:13         |
| 2.                  | «Utsukushiki OP ~Tsuki no Bakugekiki~»          | 0:31         |
| 3.                  | «Utsukushiki Hitobito no Uta»                   | 4:38         |
| 4.                  | «Benjo Sandal Dance»                            | 4:04         |
| 5.                  | «Chu2 The Beam»                                 | 4:01         |
| 6.                  | «F»                                             | 4:07         |
| 7.                  | «Tsume Tsume Tsume»                             | 4:35         |
| 8.                  | «Rock Oreimairi ~3 Chord de Omae Full Bocco~»   | 2:19         |
| 9.                  | «Unbelievable! ~Suwomintsu Hockereiro Mifueho~» | 3:35         |
| 10.                 | «A·L·I·E·N»                                     | 4:46         |
| 11.                 | «my girl»                                       | 4:02         |
| 12.                 | «Mesubuta no Ketsu ni Binta (Kick mo)»          | 2:41         |
| 13.                 | «Beauty Colosseum»                              | 5:22         |
| 14.                 | «maximum the hormone»                           | 4:55         |
| 15.                 | «Koi no Sperm»                                  | 5:37         |
| Общая длительность: | Общая длительность:                             | 60:00        |